# Prozatímní státní zřízení
Prozatímní státní zřízení (slovensky Dočasné štátne zriadenie) byl oficiální název československé exilové vlády v Londýně v období existence protektorátu Čechy a Morava a první Slovenské republiky během druhé světové války. Ustanovil ho 9. července 1940 Československý národní výbor. Do období prozatímního státního zřízení se řadí také období prozatímního výkonu státní moci na osvobozeném území do obnovení republiky. Prozatímní státní zřízení bylo legitimní vládou nacisty okupovaného Československa. Tato vláda řídila zahraniční odboj, včetně exilových ozbrojených sil, a zajišťovala diplomatické styky s válečnými mocnostmi, včetně jednání o poválečném uspořádání. Chod prozatímního státního zřízení byl financován díky úvěru, který poskytla exilové vládě Velká Británie na základě uzavřené Finanční smlouvy mezi vládou Velké Británie a Československou prozatímní vládou z roku 1940.

## Vznik exilové vlády

### Formování zahraničního odboje
Krátce po přijetí Mnichovské dohody prezident Československa Edvard Beneš 5. října 1938 rezignoval a 22. října odletěl do Londýna. O necelého půl roku později pak došlo k definitivnímu zániku Československa dne 15. března 1939. Brzy poté se začal formovat zahraniční odboj. Základem jeho činnosti se stala teorie právní a politické kontinuity, podle níž Československo nikdy nepřestalo právně existovat jako subjekt mezinárodního práva. Výrazem mezinárodněprávního trvání Československé republiky měla být ta československá vyslanectví a konzuláty, které i po 15. březnu 1939 fungovaly v těch státech, které rozpad Československa právně neuznaly. Mnichovská dohoda byla podle této teorie od počátku neplatná mezinárodní smlouva, protože:
- byla Československu vnucena za hrozby silou ze strany Německa
- československé Národní shromáždění ji nikdy ústavním způsobem nepřijalo
- Německo ji vlastním jednáním v březnu 1939 porušilo

Již 21. března 1939 vytvořil Dr. Štefan Osuský v Paříži Ústřední výbor zahraniční akce ve Francii který začal vydávat časopis Česko-slovenský odboj a od francouzské vlády získal povolení pro službu Čechoslováků v Cizinecké legii. V Londýně se vytvořil Československý výbor ve Velké Británii vedený Janem Masarykem. Osuský předložil francouzské vládě 9. září 1939 návrh na zřízení československého vojska, které bude vedeno "prozatímní vládou a československým generálem". Oznámil současně, že se ustavuje prozatímní vláda česko-slovenská. Její uznání však francouzská vláda odmítla. Na 17. října 1939 svolal Msgr. Jan Šrámek v Paříži schůzku, které se kromě něho zúčastnili Dr. Edvard Beneš, Dr. Osuský, Dr. Eduard Outrata a generálové Sergěj Ingr a Rudolf Viest. Byl vyhlášen vznik Československého národního výboru. Tento byl vládami Velké Británie i Francie uznán za zástupce československého lidu.
Národní výbor se tak cítil být minimálně v politickém smyslu exilovou vládou a hodlal zajišťovat nejen záležitosti vojenských jednotek, ale i finance, zahraniční politiku, sociální péči o emigranty a propagandu. K tomuto účelu zřídil tzv. Správy národního výboru, jako paralelu ministerstev. Pro zajištění administrativní práce výboru bylo zřízeno v Paříži jeho Předsednictvo, v jeho čele stál jako přednosta předválečný diplomat Prokop Maxa. Vzhledem k tomu, že kvůli nepřízni francouzské vlády si Beneš za sídlo své činnosti zvolil Londýn, byla zřízena londýnská část Předsednictva výboru, která zajišťovala Benešovu politickou činnost směřující k prosazení plného uznání československé prozatímní vlády.
Zásadní změnu v exilové politice přinesla vojenská porážka Francie v červnu 1940 a následný a přesun francouzské části výboru do Londýna. Následně Edvard Beneš potvrdil svou pozici hlavy exilové vlády, když v rozhlasovém projevu prohlásil svou rezignaci za neplatnou a potvrdil kontinuitu s předmichovskou republikou. Poté došlo 9. července 1940 pod Benešovým vedením k transformaci výboru do celého systému prozatímního státního zřízení, zahrnujícího tři hlavní pilíře: prezidenta republiky, vládu a Státní radu; s dalšími složkami, kam patří vojenské jednotky, polní soudy a zastupitelské úřady a později i Právní rada. Téhož dne byla jmenována první exilová vláda v čele s Janem Šrámkem.
| „                               | ... pro nás právně není mého ochodu z úřadu a vlasti, pro nás právně není rozbití republiky, právně a politicky neexistuje pro nás nic, co provedl násilnický nacismus u nás po 15. březnu 1939. | “ |
| — Edvard Beneš, 24. června 1940 | |   |

### Diplomatické kroky
Prozatímní státní zřízení bylo postupně uznáno za legitimní československou vládu hlavními Spojeneckými mocnostmi a rovněž prosadilo zneplatnění Mnichovské dohody. V prosinci 1941, krátce po útoku na Pearl Harbor, vláda se zpětnou účinností formálně vyhlásila válku. Prohlášení konstatovalo, že Československá republika je ve válečném stavu se všemi státy, které jsou ve válečném stavu s Velkou Británií, Sovětským svazem a Spojenými státy, a že válečný stav mezi Československou republikou na jedné a Německem a Maďarskem na druhé straně trvá od chvíle, kdy vlády těchto států se dopustily násilných aktů proti bezpečnosti, samostatnosti a územní celistvosti republiky.
- Spojené království – Prezident Beneš 9. července 1940 oznámil vznik prozatímního státního zřízení britskému ministru zahraničí lordu Halifaxovi, který v odpovědni ze dne 18. července potvrdil uznání prozatímního státního zřízení ze strany vlády Jeho veličenstva a přislíbil spolupráci na její činnosti.[5] Britská vláda však nadále odmítala odvolat svůj souhlas s Mnichovskou dohodou. Teprve v prohlášení zaslané ministrem Edenem Janu Masarykovi 5. srpna 1942 britská vláda konstatovala, že dohoda nemá žádný vliv na budoucí poválečné uspořádání československých záležitostí, především v otázce hranic.[9]
- Sovětský svaz  – Necelý měsíc po německém útoku na Sovětský svaz, 18. července 1941, podepsal v Londýně ministr zahraničí exilové vlády Jan Masaryk se sovětským velvyslancem Ivanem Majským úmluvu o navázání diplomatických styků a umožnění vzniku československých jednotek v SSSR.[5] Sovětský ministr zahraničí Molotov 9. června 1942 potvrdil obnovu Československa v předmnichovských hranicích.[9]
- Svobodná Francie – Dne 29. září 1942 zaslal generál Charles de Gaulle premiéru Šrámkovi dopis o uznání československé vlády ze strany Svobodné Francie, ve kterém zavrhuje dohody podepsané v Mnichově, pokládá je od počátku za neplatné stejně jako veškeré další akty, které se staly při provádění nebo v důsledku těchto dohod.[5][9]
- USA – V říjnu 1942 uznaly Prozatímní státní zřízení Spojené státy americké.[10]
- Německá říše – Přestože prohlášení válečného stavu nespecifikovalo konkrétní datum, byl později za rozhodný den počátku označen den 17. září 1938, kdy byl při sudentoněmeckém povstání založen Freikorps. Formálně byl válečný stav s Německem ukončen až 3. února 1955.[11]
- Maďarské království – Přesné datum začátku válečného stavu nebylo právně stanoveno, byly uvažovány možnosti od 30. září 1938 do 2. listopadu 1938. Formálně ukončen byl válečný stav 10. února 1947.[11]
- Italské království – V srpnu 1944 po pádu Mussoliniho režimu došlo k jednání s Itálií. Nová vláda si uvědomovala význam vztahů s Československem a byla i pod tlakem Spojenců, proto 26. září 1944 italský ministr zahraničí Carlo Sforza oznámil československému zástupci Vaňkovi rozhodnutí, pokládat Mnichovskou dohodu za od počátku neplatnou.[9] Válečný stav s Itálií byl formálně ukončen 10. února 1947.[11]

## Orgány prozatímního státního zřízení

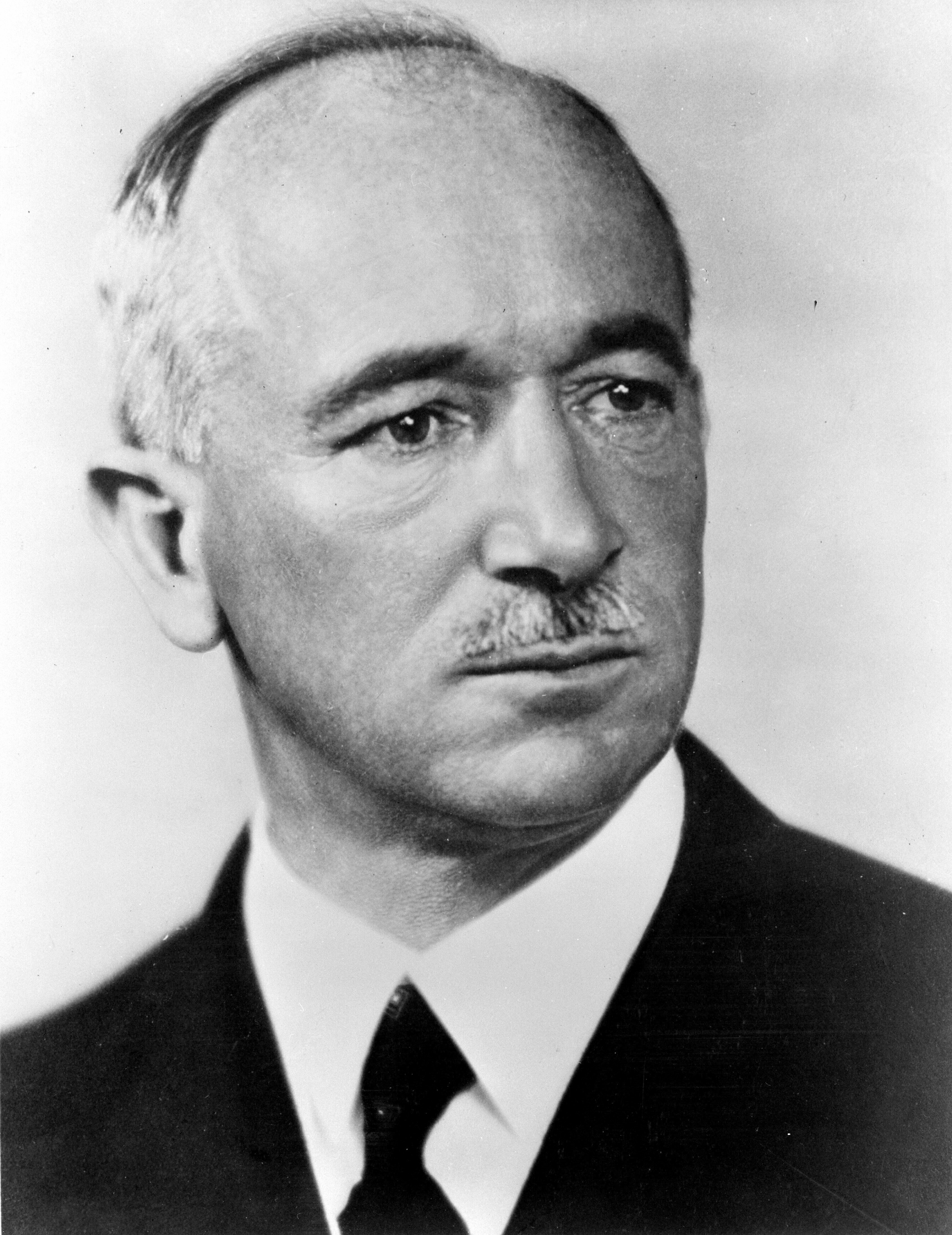
Edvard Beneš

### Prezident
Prezident Edvard Beneš byl ústřední postavou exilové vlády, která zosobňovala právní a politickou kontinuitu s První republikou; až do roku 1942 se odvolával na trvání sedmiletého funkčního období, 3. prosince 1942 ho prodloužila exilová vláda s odkazem na § 58 ústavní listiny a to až do doby, než bude možné zvolit nového prezidenta. Činnosti vlády v mimořádných podmínkách pak prezident Beneš umožnil prostřednictvím dekretů, které vydával z pozice nejvyššího a současně jediného ústavního orgánu a které měly dočasně platnost zákona (z případě ústavních dekretů pak ústavního zákona). Toto tzv. dekretální období bylo zahájeno 15. října 1940 vydáním prvních ústavních dekretů a trvalo až do ustavení Prozatímního národního shromáždění 28. října 1945. Ústavním dekretem č. 11/1944 Úř. věst. čs. byly všechny předpisy vydané na území Československa v době nesvobody prohlášeny za neplatné a zároveň bylo stanoveno, že všechny prezidentské dekrety podléhají dodatečnému schválení Národním shromážděním, v opačném případě pozbývají platnosti.

### Vláda

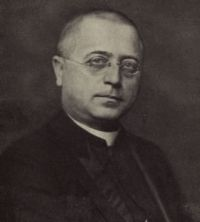
Jan Šrámek

Vláda byla poradním sborem prezidenta a vrcholným orgánem moci výkonné a mimořádně i zákonodárné. Ústavní dekret č. 2/1940 Úř. věst. čs. stanovil postup při nemožnosti svolat parlament: zákony byly dočasně nahrazeny dekrety přijímanými prezidentem na návrh vlády a při výkonu prezidentských pravomocí podle § 64 ústavní listiny byl souhlas parlamentu nahrazen souhlasem vlády. Po dobu existence prozatímního státního zřízení byly prezidentem jmenovány tyto vlády:
- První vláda Jana Šrámka (od 21. července 1940 do 12. listopadu 1942)
- Druhá vláda Jana Šrámka (od 12. listopadu 1942 do 5. dubna 1945)
- První vláda Zdeňka Fierlingera (od 4. dubna do 6. listopadu 1945)

### Státní rada
Přestože Beneš koncentroval zákonodárnou moc v rukou prezidenta a vlády, usiloval rovněž o vytvoření exilového parlamentu a pokračování politického života i v emigraci. Proto byla současně s ustanovením prozatímního státního zřízení 21. července 1940 dekretem č. 1/11940 Úř. věst. čs. zřízena Státní rada jako prozatímní parlament a poradní orgán prezidenta a vlády. Původně bylo zamýšleno, aby se tento orgán skládal z poslanců a senátorů předválečného Národního shromáždění, z 450 jich však v exilu pobývalo jen 37. Proto bylo zavedeno, že rada bude mít 40 členů, které bude jmenovat a odvolávat prezident na funkční období jednoho roku. V kompetenci státní rady pak bylo podávat prezidentovi a vládě poradní zprávy o otázkách, které jí prezident dal k posouzení a rovněž dávat z vlastního podnětu prezidentovi a vládě memoranda. V roce 1942 pak byly přijaty dvě významné novely: ústavní dekret č. 3/1942 Úř. věst. čs., který vládě ukládal povinnost si při každém návrhu prezidentského dekretu vyžádat zprávu Státní rady a ústavní dekret č. 12/1942 Úř. věst. čs., který umožnil Státní radě členy vlády interpelovat.

### Právní rada
Právní rada byla poradním a kvazisoudním orgánem v oblasti správního soudnictví, zřízeným 4. února 1942. Jejím úkolem bylo vytvářet posudky při přípravě osnov normativních aktů a podávat právní stanoviska k návrhům vlády, zejména z hlediska souladu nařízení nebo rozhodnutí vlády či ústředních orgánů s platným československým právním řádem. Dále posuzovala stížnosti československých státních příslušníků proti rozhodnutím orgánů exilového zřízení. Mezi případy, které Právní rada řešila, převažovaly stížnosti proti Ministerstvu národní obrany, zejména v otázkách manželství vojenských osob, důstojnických hodností a nepřiznání sociálních dávek, zatímco méně často se zabývala stížnostmi na rozhodnutí ministerstev zahraničních věcí, vnitra a sociálních věcí.

### Exilové vojenské jednotky
Klíčovou složkou exilového zřízení byly vojenské jednotky, které bojovaly po boku Spojeneckých sil proti silám Osy. První zahraniční jednotky se začaly formovat již roku 1939 v Polsku, odkud se v roce 1940 přesunuli do Francie. Po její porážce se pak Českoslovenští letci v RAF zúčastnili bitvy o Británii a pozemní jednotky bojovaly po boku Britů v severní Africe, na Blízkém východě a poté i na západní frontě. V SSSR se z Volyňských Čechů, osvobozených vězňů z gulagů, čs. občanů - židů a přeběhlých vojáků Slovenského štátu zformovaly 1. armádní sbor, 1. smíšená letecká divize a 2. paradesantní brigáda, které se podílely na bojích na východní frontě. Na konci války čítaly československé zahraniční jednotky zhruba 72 tisíc mužů a žen, z toho 12 tisíc na západě a 60 tisíc na východě. Významnou aktivitou exilových ozbrojených sil pak byly paradesantní výsadky na okupovaná území. Významnou událostí, která ovlivnila vnímání exilové vlády mezi Spojenci, byl atentát na zastupujícího říšského protektora Reinharda Heydricha provedený 27. května 1942.

## Osvobození
S postupem Spojeneckých vojsk na východní frontě bylo pro vládu nutné zajistit prozatímní správu osvobozeného území. 3. srpna 1944 byl přijat dekret č. 10/1944 Úř. věst. čs., o dočasné správě osvobozeného území, podle kterého byl zřízen úřad pro správu osvobozeného území v čele s prezidentem určeným členem vlády (vládním delegátem). Do tohoto úřadu byl jmenován František Němec, který jej vykonával až do návratu vlády na osvobozené území v dubnu 1945.
První rudoarmějci pronikli na předválečné československé území 20. září 1944 severně od Medzilaborců a následující den osvobodili první československou obec – Kalinov. Českoslovenští vojáci, bojující v rámci sovětské 38. armády, poprvé přešli na krátkou dobu hranice Československa 2. října 1944 v oblasti Šarbova. Definitivně překročily československé jednotky hranice vlasti až 6. října 1944 v Dukelském průsmyku. Po porážce Slovenského národního povstání 28. října 1944 ztratilo slovenské bojiště prioritu a bojové operace Sovětů a jejich spojenců se zaměřily na Polsko a Maďarsko a z těchto směrů také šly údery osvobozující další československé území. Síly 4. ukrajinského frontu generála Petrova osvobodili 20. ledna 1945 první velká československá města – Košice a Prešov.
Prezident Beneš letecky opustil Londýn 11. března 1945 za doprovodu manželky Hany, ministra zahraničí Jana Masaryka a sovětského velvyslance Fjodora Taraseviče Guseva. Jeho cesta vedla přes Káhiru do Moskvy, kde byl dohodnut vznik Národní fronty. Později odjel vlakem Košic, kde jmenoval 4. dubna 1945 první vládu na osvobozeném území, v čele se Zdeňkem Fierlingerem, která zde schválila svůj program. Osvobozování pokračovalo a 18. dubna vstoupili na československé území první západní spojenci, a to americké jednotky poblíž Aše. Vyvrcholením osvobozování území bylo květnové povstání, na němž se významně podílela Česká národní rada, která se po jeho vypuknutí 5. května 1945, prohlásila zmocněncem košické vlády, podnikla kroky k převzetí kontroly v úřadech a médiích a vydala Prohlášení o převzetí vládní a výkonné moci v českých zemích. Po vítězství povstání o tři dny později dochází k odchodu zbytků německých sil a okupačních úřadů do amerického zajetí. Členové košické vlády se začali přesouvat do Prahy a 16. května se do Prahy po bezmála sedmi letech v exilu vrátil i prezident republiky Edvard Beneš, který byl přivítán nadšeným davem.
Na osvobozeném území byly podle ústavního dekretu č.18/1944 Úř. věst. čs. ustaveny národní výbory jakožto orgány státní správy. Prostřednictvím národních výborů bylo pak na základě ústavního dekretu č. 47/1945 Sb. nepřímo zvoleno Prozatímní Národní shromáždění, které jako prozatímní parlament potvrdilo platnost dekretů (viz výše) a Edvarda Beneše ve funkci prezidenta. Ustavující schůze 28.10.1945 je označováno jako začátek období tzv. třetí republiky. 

## Sídla exilových orgánů

### Paříž
- Rue de Bourdonnais - sídlo francouzské části Předsednictva národního výboru[6]

### Londýn
- Gwendolen Ave č. 26, Putney - sídlo prezidenta[23]
  - později Aston Abbotts (Buckinghamshire)[24]
- Park Street č. 114 - sídlo britské části Předsednictva národního výboru[6]
- Piccadilly č. 134 - sídlo ministerstva národní obrany[7]

### Košice
- Jakabov palác - sídlo prezidenta[25]
- Župný dom - sídlo vlády[26]